# Alexander Herd
Alexander "Sandy" Herd, född 24 april 1868 i St Andrews i Skottland, död 18 februari 1944 i London, var en skotsk professionell golfspelare från St Andrews.
Herd var klubbprofessional på Huddersfield Golf Club mellan 1892 och 1911. 1902 vann han The Open Championship på Hoylake. Han hade en ledning på tre slag efter 54 hål men tappade nästan ledningen efter en slutrunda på 81 slag. Harry Vardon och James Braid hade medellånga puttar på det sista hålet men de missade. Hade de klarat puttarna hade det blivit särspel. 
Herd var den första Openvinnaren som använde Haskells boll med gummikärna. Hans tävlingar i The Open Championship sträckte sig över 50 år och hans sista tävling var 1939 på Old Course då han var 71 år gammal.
Herds bror Fred vann 1898 års US Open.
| Majorsegrare genom tiderna                                                                                   |                     |            |            |                  |
| 200 olika spelare har vunnit i herrarnas majortävlingar. Sandy Herd var den 29:e spelaren som vann en major. |                     |            |            |                  |
| 1:a | 28:e                | 29:e       | 30:e       | 200:e            |
| Willie Park Sr                                                                                               | Laurie Auchterlonie | Sandy Herd | Jack White | Louis Oosthuizen |
| Lista över golfens majorsegrare                                                                              |                     |            |            |                  |